# Saint-Christophe-sur-Condé
Saint-Christophe-sur-Condé ist eine französische Gemeinde mit 429 Einwohnern (Stand: 1. Januar 2022) im Département Eure in der Region Normandie (vor 2016 Haute-Normandie). Sie gehört zum Arrondissement Bernay und zum Kanton Beuzeville. Die Einwohner werden Saint-Christophiens genannt.

## Geografie
Saint-Christophe-sur-Condé liegt etwa 35 Kilometer nördlich von Bernay in der Landschaft Lieuvin. Umgeben wird Saint-Christophe-sur-Condé von den Nachbargemeinden Condé-sur-Risle im Norden, Saint-Philbert-sur-Risle im Nordosten und Osten, Saint-Pierre-des-Ifs im Süden, Saint-Étienne-l’Allier im Südwesten sowie Saint-Martin-Saint-Firmin im Nordwesten.

## Bevölkerungsentwicklung
| Jahr                       | 1962 | 1968 | 1975 | 1982 | 1990 | 1999 | 2006 | 2014 | 2020 |
| Einwohner                  | 345  | 304  | 270  | 281  | 290  | 297  | 366  | 481  | 439  |
| Quellen: Cassini und INSEE |      |      |      |      |      |      |      |      |      |

## Sehenswürdigkeiten
- Kirche Saint-Christophe aus dem 12. Jahrhundert, Umbauten aus dem 16. Jahrhundert
- Schloss La Tillaye aus dem 17. Jahrhundert

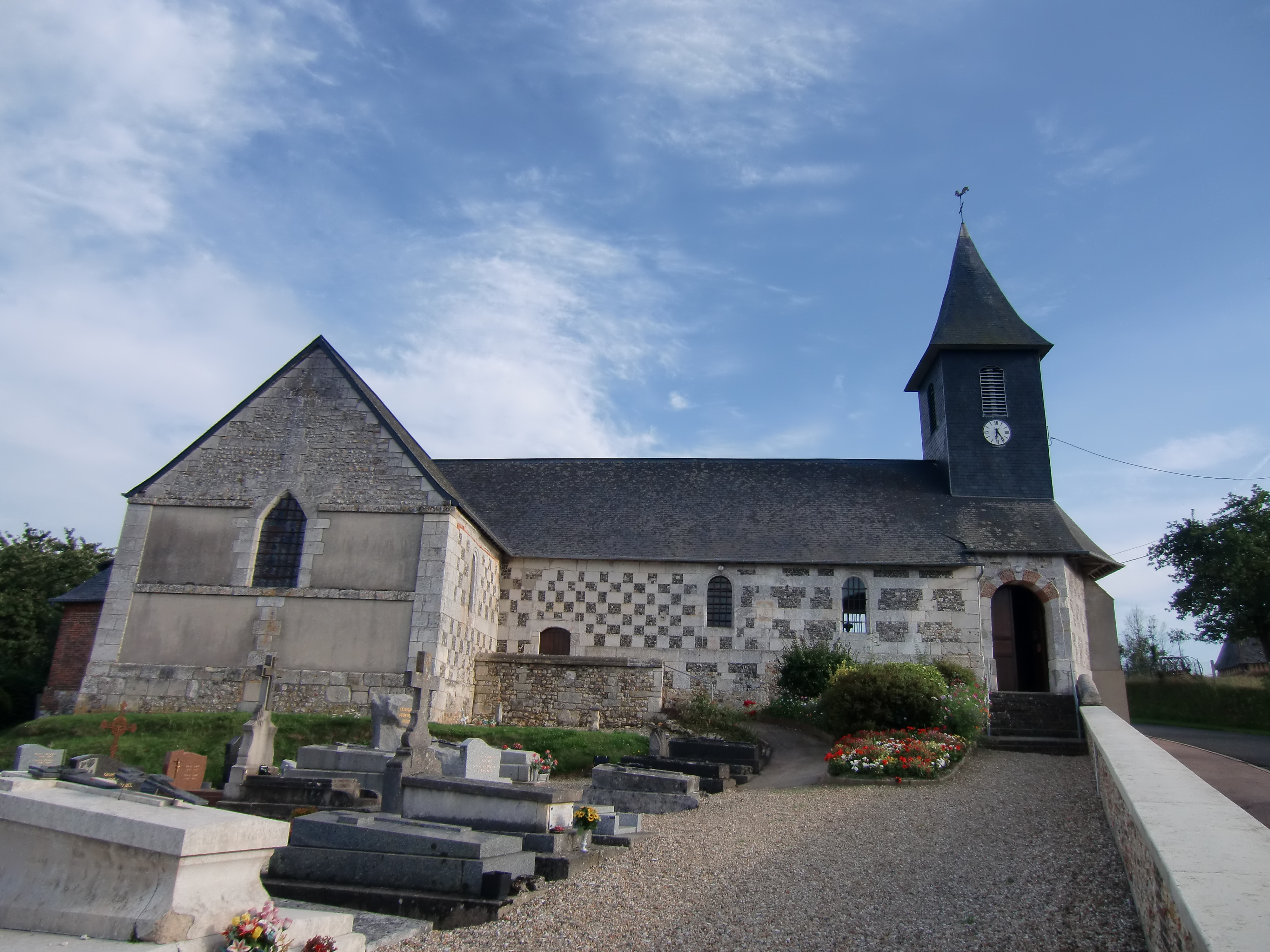
Kirche Saint-Christophe